# Лимбургски език
Лимбургският език (Lèmbörgs) е група рейнфранконски говори.
Говорени са от около 1 300 000 души в Югоизточна Нидерландия, Североизточна Белгия и съседна територия в Западна Германия (Северен Рейн-Вестфалия, около Дюселдорф).
Макар на някои места в региона лимбургският да се използва в ежедневието, на практика всички говорещи езика говорят и официалния език, съответно нидерландски или немски.
Често е разглеждан като диалект на немския или нидерландския, с които споделя много общи характеристики.
Днес в Лимбург често се използват и междинни идиолекти, съчетаващи книжовния нидерландски с акцент и някои граматични и фонологични особености, извлечени от лимбургския. Този лимбургски нидерландски често също е наричан лимбургски.
Лимбургският език в Нидерландия има официален статут на регионален език.